# Pi Serpentis
Pi Serpentis (44 Serpentis) é uma estrela na direção da constelação de Serpens. Possui uma ascensão reta de 16h 02m 17.69s e uma declinação de +22° 48′ 15.8″. Sua magnitude aparente é igual a 4.82. Considerando sua distância de 177 anos-luz em relação à Terra, sua magnitude absoluta é igual a 1.15. Pertence à classe espectral A3V.